# Zlatá Baňa
Zlatá Baňa (em húngaro: Aranybánya) é um município da Eslováquia, situado no distrito de Prešov, na região de Prešov. Tem 31,73 km² de área e sua população em 2018 foi estimada em 463 habitantes.

## Demografia
| Ano:        | 1994 | 2004   | 2014   | 2024   |
| ----------- | ---- | ------ | ------ | ------ |
| Broj ljudi: | 406  | 416    | 451    | 431    |
| Razlika:    |      | +2,46% | +8,41% | -4,43% |

| Ano:               | 2023 | 2024   |
| ------------------ | ---- | ------ |
| Número de pessoas: | 445  | 431    |
| Diferença:         |      | -3,14% |